# MBS夜な夜な倶楽部
MBS夜な夜な倶楽部（エムビーエスよなよなくらぶ）は、毎日放送ラジオ（MBSラジオ）で2004年4月から2005年4月1日まで放送された深夜番組。放送時間は、火曜 - 金曜日1時00分から4時00分（月曜 - 木曜深夜）。生放送である。

## 概要
永遠のライバルである朝日放送ラジオ（ABCラジオ）に対抗すべく、毎日放送ラジオ（MBSラジオ）の深夜放送の一大改革として2002年4月から「+M」、「B」と合わせて「深夜のMBS」というイメージを開拓しようと、2時00分 - 4時50分の枠を「S」と題して、月 - 木曜（実際の日付では火 - 金曜）に4人のパーソナリティーによる音楽とトークの番組を企画したのが原点である。
それを2004年4月から更に大幅に見直し、火曜 - 金曜日（月 - 木曜深夜）の1時00分 - 3時00分までの2時間（野球中継が延長した場合、MBSサウンドパークスの兼ね合いもあり最大1時間ずらした上、時間短縮）に渡り日替わりで5人（火曜日のみ2名）が番組を担当してリニューアルスタートした。2004年9月28日（2004年度下半期編成）以降は4:00までに拡大された。2005年4月1日深夜の放送で終了。後継番組は「ラジオの達人」。

### 放送時間の変遷
| 期間    | 期間    | 放送時間（日本時間）                            |
| ------- | ------- | ----------------------------------------------- |
| 2004.04 | 2004.09 | 火曜 - 金曜（月 - 木深夜） 1:00 - 3:00（120分） |
| 2004.10 | 2005.03 | 火曜 - 金曜（月 - 木深夜） 1:00 - 4:00（180分） |

## 各曜日のパーソナリティーと内容
- 火曜日（月曜深夜）諸口あきら - 「週刊諸口あきら」と題し、最近のニュース･世界情勢について諸口が辛口解説で迫るとともに、諸口の得意範囲であるカントリー音楽や浪曲などをたっぷり聞かせる。諸口のみ「S」からの続投だった。
- 水曜日（火曜深夜）畑中フー、打越元久 - 「ハーフータイム」と題し、仕事上の付き合いが長い2人の爆笑トークを楽しむ。
- 木曜日（水曜深夜）大塚由美 - 「ハミング・アレイ」と題し、自らがライフワークとしている旅（小旅行）をテーマにしたレポートを中心に構成している。過去に野球中継延長の関係で、「放送時間たった五分」という記録を持つ。
- 金曜日（木曜深夜）さんじゅうしち☆はち - 「ラッキーで行こう!」と題しておくる。「さんじゅうしち☆はち」は、京都府出身の秋人（あきひと）と佐々木清次（ささき せいじ）による男子フォークデュオ。2人とも誕生日が同じ5月12日。2002年ユニット結成。京都駅八条口祭時計広場においてのストリートライブを毎週水曜日に実施。2003年10月から「MBSサウンドパークス」のパーソナリティーを担当。「サウンドパークス」から続投する形でリニューアル。

## 過去の出演者
- 金曜日（木曜深夜）（金本真一）「GANBO NOW!!」音楽評論家の金本が最新の日本音楽（ロック、J-POP）にスポットをあて、最新情報やアーティストインタビューを展開していった（2004年9月25日放送で終了）。